# Дубравна
Дубравна — государственный природный заказник (комплексный) регионального (областного) значения Московской области, целью которого является сохранение ненарушенных природных комплексов, их компонентов в естественном состоянии; восстановление нарушенных природных комплексов; поддержание экологического баланса территории. Заказник предназначен для:
- сохранения и восстановления природных комплексов;
- сохранения местообитаний редких видов растений, лишайников и животных;
- ведения мониторинга организмов, занесенных в Красную книгу Российской Федерации и Красную книгу Московской области;
- выполнения научно-исследовательских работ по изучению объектов особой охраны заказника, а также по выработке и апробации природоохранных технологий;
- экологического просвещения и экологического образования.

Заказник основан в 2019 году. Местонахождение: Московская область, Талдомский городской округ, в 0,5 км к югу от деревни Дубровки, в 0,5 км к северо-западу от деревни Растовцы. Территория заказника «Дубравна» включает кварталы Комсомольского участкового лесничества Талдомского лесничества: 14—16, 18—23, 27—32, 45—50, 67—72, 76—79, 84. Общая площадь заказника составляет 3266,87 га.

## Описание
Территория заказника располагается в южной части Верхневолжской низменности в зоне распространения плоских водно-ледниковых, древнеаллювиально-водно-ледниковых и моренно-водно-ледниковых равнин правобережья реки Дубны. Кровля дочетвертичных пород местности представлена верхнеюрскими глинами, известняками, алевритами и мергелями, а также доломитами верхнего карбона. Породы четвертичного времени на поверхностях равнин представлены преимущественно водно-ледниковыми песчаными отложениями, сформированными потоками талых ледниковых вод вдоль долины реки Волги. В долинах рек на надпойменных террасах залегают древнеаллювиальные отложения, в основном песчаные.
Территория включает плоские водно-ледниковые и древнеаллювиально-водно-ледниковые равнины с болотами всех типов (в том числе сфагновыми высокоствольными сосняками и тростниковыми сплавинами), а также правобережный участок долины реки Дубны с первой надпойменной террасой (в юго-западной части территории).
Основные плоские поверхности равнин местами осложнены слабовыраженными в рельефе переувлажненными западинами, ложбинами и котловинами. Перепад высот незначительный: абсолютные отметки изменяются от 126 до 137 м над уровнем моря. Уклоны равнин составляют 1—3 градуса. Междуречные равнины с поверхности сложены водно-ледниковыми или древнеаллювиально-водно-ледниковыми песчано-супесчаными или суглинистыми отложениями. По днищам ложбин, западин и котловин образовались торфяные и перегнойные толщи. Поверхности террасы реки Дубны сложены древнеаллювиальными отложениями.
Гидрологический сток на территории заказника направлен в реку Дубну — правый приток реки Волги. В разных частях территории ранее были созданы сети дренажных водотоков, залегающих параллельно или перпендикулярно друг другу в субширотном или субмеридиональном направлении. Мелиоративные системы представлены более чем на половине территории заказника. Общая протяженность зарастающих дренажных каналов и канав составляет около 16 км. Ширина каналов достигает 6—10 м, глубина вреза — до 1—3 м. В летний период часть канав пересыхает, а некоторые частично обводнены (глубина воды обычно не более 0,2—0,4 м). Большинство водотоков разгружаются в реку Парсенку, меньшая часть — непосредственно в реку Дубну. Русло реки Парсенки спрямлено и канализировано. Ширина канала достигает около 8 м, глубина вреза — до 2—3 м. Глубина воды — около 0,7 м.
На территории заказника имеется ряд водоемов антропогенного генезиса, образовавшиеся в выработанных карьерах. В центре заказника расположены три крупных торфяных карьера, которые разрабатывались гидравлическим способом в 1927—1943 годах. Торф использовался на Власовской электростанции, которая снабжала электроэнергией некоторые населенные пункты и промышленные предприятия городского округа. В настоящее время карьеры представляют собой относительно мелкие водоемы глубиной 1—1,5 м со слоем ила и торфяной крошки (мощностью более 1 м) на дне. Общая площадь трех центральных торфяных карьеров составляет около 122 га. Два смежных северных торфяных карьера, расположенных в кварталах 30, 31, имеют общую площадь около 64 га, южный (в кварталах 48, 49) карьер — 58 га. При этом общая площадь зеркала открытой воды в карьерах в летний период не превышает 41 га. В западной части территории (кварталы 46, 47) также расположен небольшой заболоченный торфяной карьер площадью около 7 га. На севере заказника (квартал 16) находится песчаный карьер площадью около 1,5 га.
Почвенный покров заказника на возвышениях представлен дерново-подзолами на песчано-супесчаных отложениях или дерново-подзолистыми почвами на суглинистых отложениях. В понижениях с замедленным дренажем образовались дерново-подзолисто-глеевые почвы. В днищах ложбин и западин — перегнойно-глеевые почвы и торфяно-подзолы глеевые, под черноольшаниками — гумусово-глеевые и торфяные эутрофные глеевые почвы. На болотах — торфяные олиготрофные и торфяные эутрофные почвы.

### Флора и растительность
На территории заказника отмечается 306 видов сосудистых растений, из которых один вид занесен в Красную книгу Российской Федерации, шесть видов занесены в Красную книгу Московской области и 12 — в список редких и уязвимых таксонов, не включенных в Красную книгу Московской области, но нуждающихся на территории области в постоянном контроле и наблюдении.
На территории заказника представлены субнеморальные и бореальные еловые леса, участки смешанных хвойно-широколиственных лесов, производные мелколиственные и хвойно-мелколиственные леса, ольшаники, луга и болота. Возраст деревьев в лесах составляет в среднем от 40 до 80 лет. Имеются также лесокультуры сосны и ели.
В составе древостоя еловых и хвойно-мелколиственных лесов, которые занимают наибольшую площадь на относительно дренированных участках с небогатыми почвами, участвуют ель, сосна, березы бородавчатая и пушистая, осина. Это еловые, сосново-еловые леса с участием березы и осины кислично-черничные, кислично-вейниково-черничные, кислично-папоротниково-черничные и кислично-папоротниковые с подростом ели и рябины. Типичными видами таких лесов являются, кроме кислицы, черники и вейника тростниковидного, щитовники игольчатый (картузианский), голокучник обыкновенный (голокучник Линнея), седмичник европейский, майник двулистный, ожика волосистая, ортилия однобокая, грушанка малая. В моховом покрове преобладают политриховые мхи, встречаются также зеленые и сфагновые мхи, присутствуют напочвенные и эпифитные лишайники — виды кладоний и эвернии.
На приподнятых участках с относительно богатыми почвами распространены небольшие участки смешанных хвойно-широколиственных лесов с участием липы, клёна, ели и дуба. В их подлеске обычны крушина ломкая, рябина, нередко встречается лещина. В составе травяно-кустарничкового яруса смешанных лесов отмечены борец высокий, или северный, вербейник обыкновенный, дудник лесной, бор развесистый, щитовник игольчатый, или картузианский, вороний глаз обыкновенный, ожика волосистая, звездчатка жестколистная, медуница неясная, костяника, черника, брусника, земляника лесная. В лесах таких типов обычен ландыш майский, купальница европейская, местами нередок волчеягодник обыкновенный (редкие и уязвимые виды, не включенные в Красную книгу Московской области, но нуждающиеся на территории области в постоянном контроле и наблюдении).
В ложбинах стока в подлеске смешанных лесов присутствуют черемуха и смородина чёрная. В травяном ярусе на прогалинах встречаются дремлик широколистный, пальчатокоренник Фукса, любка двулистная (редкие и уязвимые виды, не включенные в Красную книгу Московской области, но нуждающиеся на территории области в постоянном контроле и наблюдении). Редко встречаются дудник болотный (занесен в Красную книгу Московской области) и пальчатокоренник балтийский, или длиннолистный (вид занесен в Красную книгу Российской Федерации и Красную книгу Московской области).
Сырые старовозрастные ельники чернично-зеленомошные с долгими и сфагновыми мхами встречаются в северной части заказника.
Среди переувлажненных березово-ольховых и ольховых лесов преобладают таволго-купыревые, осоково-таволговые, тростниково-таволговые, тростниковые и тростниково-хвощевые. В подлеске этих лесов представлены различные виды ив (пепельная, ушастая, пятитычинковая, трехтычинковая и другие), крушина, реже смородина чёрная, рябина и калина. В травяном ярусе помимо перечисленных видов-доминантов встречаются: камыш лесной, кизляк кистецветный, паслен сладко-горький, белокрыльник болотный, сабельник болотный, вербейник обыкновенный, зюзник европейский, чистец болотный, герань Роберта, щитовник игольчатый, телиптерис болотный, хвощи лесной, луговой, речной и болотный, пикульник красивый, гравилат речной, лютик ползучий, недотрога обыкновенная. Здесь растут фиалка топяная (занесена в Красную книгу Московской области) и дудник болотный. Мхи присутствуют в основном на комлях деревьев и валежнике.
К западу, северо-западу и юго-западу от обводненных карьеров в центральной части заказника сохранились участки сфагновых высокоствольных сосняков с черникой, голубикой, морошкой (вид занесен в Красную книгу Московской области) и багульником болотным.
По берегам обводненных карьеров формируется тростниковая сплавина с отдельными деревьями чёрной ольхи. По краю сплавины растут типичные виды — сплавинообразователи: сабельник болотный, телиптерис болотный, подмаренник болотный, осока ложносытевая, белокрыльник болотный, вех ядовитый, вахта трехлистная, а также лютик длиннолистный (редкий и уязвимый вид, не включенный в Красную книгу Московской области, но нуждающийся на территории области в постоянном контроле и наблюдении) и осока заливная (занесена в Красную книгу Московской области). Сосудистые водные растения в основном представлены видами с плавающими на поверхности вегетативными органами. Это водокрас, ряска малая, ежеголовник плавающий, рдест плавающий, кубышка жёлтая. В толще воды обычны роголистник тёмно-зелёный, пузырчатка обыкновенная; кроме того, встречаются рдесты Бертхольда и туполистный, уруть мутовчатая. В основном зарастание сосредоточено в прибрежной полосе из-за слабых удерживающих свойств грунта и сильной окрашенности воды, прозрачность которой не превышает 50 см.
Все карьеры соединены протоками, по берегам которых отмечены клюква, голубика, морошка, мирт болотный, подбел обыкновенный.
Сплавины карьеров обширны, покрыты сфагнумом и болотными кустарничками. Здесь многочисленна морошка, встречается пальчатокоренник пятнистый (оба вида занесены в Красную книгу Московской области). В лесах, растущих по внешним краям сплавин, обычен плаун годичный и морошка.
Восточная часть территории заказника менее заболочена. Здесь имеются ельники, березняки, липняки и осинники. К востоку от карьеров лежит урочище Власово, представляющее собой зарастающий луг. Здесь расположено старинное здание электростанции и база Талдомского охотничье-рыболовного хозяйства Межрегиональной спортивной общественной организации «Московское Общество Охотников и Рыболовов». На лиственницах, посаженных в урочище во времена работы электростанции, произрастает лишайник уснея оголяющаяся (рыжеющая) — вид, занесенный в Красную книгу Московской области.
В состав заказника входят луга линейной формы под линиями электропередачи, также относящиеся к землям лесного фонда. Луга представляют собой злаково-разнотравные сообщества с куртинами иван-чая и зарослями малины, шиповника майского, крушины, ив пепельной и трехтычинковой. Из редких и уязвимых видов, не включенных в Красную книгу Московской области, но нуждающихся на территории области в постоянном контроле и наблюдении, на этих лугах отмечены: ива лапландская, или лопарская, пальчатокоренники Фукса и мясо-красный, колокольчики олений и широколистный, лютик длиннолистный.
В составе всех растительных сообществ заказника наблюдается весьма незначительное участие рудеральных видов растительности, что свидетельствует о слабой нарушенности произрастающих здесь лесов.

### Фауна
Заказник является местом обитания не менее 124 видов позвоночных животных, среди которых шесть видов рыб: карась, ротан, плотва, верховка, окунь, щука; пять видов амфибий: травяная, остромордая, прудовая и озерная лягушки, серая жаба; четыре вида рептилий: обыкновенная гадюка, обыкновенный уж, прыткая ящерица (три последних вида занесены в Красную книгу Московской области) и живородящая ящерица; 89 видов птиц: большая выпь, красноголовый нырок, хохлатая чернеть (редкие и уязвимые виды, не включенные в Красную книгу Московской области, но нуждающиеся на территории области в постоянном контроле и наблюдении), серая цапля, кряква, свистунок, трескунок, обыкновенный осоед, чёрный коршун (два последних вида занесены в Красную книгу Московской области), болотный лунь, обыкновенный канюк, чеглок, тетерев, глухарь, рябчик (три последних вида — редкие и уязвимые, не включенные в Красную книгу Московской области, но нуждающиеся на территории области в постоянном контроле и наблюдении), серый журавль (занесен в Красную книгу Московской области), коростель, черныш, перевозчик, бекас, вальдшнеп, озерная и сизая чайки, вяхирь, обыкновенная кукушка, воробьиный сычик (редкий и уязвимый вид, не включенный в Красную книгу Московской области, но нуждающийся на территории области в постоянном контроле и наблюдении), длиннохвостая неясыть (занесена в Красную книгу Московской области), чёрный стриж, желна, большой пёстрый дятел, белоспинный дятел (редкий и уязвимый вид, не включенный в Красную книгу Московской области, но нуждающийся на территории области в постоянном контроле и наблюдении), деревенская ласточка, лесной конёк, обыкновенный жулан, обыкновенная иволга, обыкновенный скворец, сойка, сорока, серая ворона, ворон, крапивник, лесная завирушка, речной сверчок, камышевка-барсучок, садовая и болотная камышевки, зелёная пересмешка, славки — черноголовка, садовая и серая, пеночки — весничка, теньковка, трещотка и зелёная, желтоголовый королёк, мухоловка-пеструшка, малая и серая мухоловки, луговой чекан, зарянка, обыкновенный соловей, рябинник, чёрный дрозд, белобровик, певчий дрозд, деряба (редкий и уязвимый вид, не включенный в Красную книгу Московской области, но нуждающийся на территории области в постоянном контроле и наблюдении), ополовник, пухляк, хохлатая синица (редкий и уязвимый вид, не включенный в Красную книгу Московской области, но нуждающийся на территории области в постоянном контроле и наблюдении), московка, большая синица, обыкновенный поползень, обыкновенная пищуха, зяблик, чиж, обыкновенная чечевица, клёст-еловик, обыкновенный снегирь, обыкновенный дубонос (редкий и уязвимый вид, не включенный в Красную книгу Московской области, но нуждающийся на территории области в постоянном контроле и наблюдении), овсянки обыкновенная и камышовая; а также 20 видов млекопитающих (без учёта рукокрылых, мелких грызунов и землеройковых): европейский крот, обыкновенный ёж, обыкновенная белка, обыкновенный бобр, ондатра, зайцы беляк и русак, кабан, европейский лось, благородный олень, обыкновенная лисица, енотовидная собака, лесная куница, лесной хорь, американская норка, горностай, ласка, речная выдра, обыкновенная рысь, бурый медведь (последние три вида занесены в Красную книгу Московской области).
Среди позвоночных животных 10 видов занесены в Красную книгу Московской области и 12 — в список редких и уязвимых таксонов, не включенных в Красную книгу Московской области, но нуждающихся на территории области в постоянном контроле и наблюдении.
Основу фаунистического комплекса составляют лесные и водно-болотные виды фаун Центральной России. В границах заказника можно выделить пять основных зоокомплексов (зооформаций): ельники; сосняки; зооинформацию ельников: зооинформацию сосняков, в том числе сфагновые; березняки; черноольшаники сфагновые; зооинформацию березняков, зооинформацию черноольшанников, а также зооформацию водных и околоводных местообитаний.
Доминирующие виды птиц зооформации ельников: зяблик, пеночка-трещотка, славка-черноголовка и певчий дрозд. Всего здесь отмечено 30 видов птиц, в том числе длиннохвостая неясыть, воробьиный сычик, мохноногий сыч, белоспинный дятел, хохлатая синица, обыкновенный дубонос. Млекопитающие представлены 14 видами, в том числе обыкновенная рысь и бурый медведь. Из амфибий и рептилий отмечены серая жаба, травяная и остромордая лягушки, обыкновенная гадюка.
Зооформация сосняков представлена 30 видами птиц, среди которых доминируют зяблик, пеночка-трещотка, хохлатая синица и лесной конек. Встречаются тетерев, глухарь, белоспинный дятел, деряба, хохлатая синица. Млекопитающие представлены 14 видами, в том числе обыкновенной рысью и бурым медведем. Из амфибий и рептилий отмечены травяная и остромордая лягушки, прыткая ящерица, обыкновенный уж и обыкновенная гадюка.
Зооформации березняков представлены 20 видами птиц, среди которых доминируют зяблик, лесной конек и пеночка-трещотка. Млекопитающие представлены 12 видами, в том числе обыкновенная рысь и бурый медведь. Из амфибий и рептилий отмечены травяная и остромордая лягушки, живородящая ящерица.
Доминирующие виды птиц черноольховых лесов — зяблик, славка-черноголовка, большая синица и мухоловка-пеструшка. Всего здесь отмечено 22 вида птиц, в том числе среди которых серый журавль, причем этот вид здесь гнездится. Млекопитающие представлены 13 видами, в том числе обыкновенная рысь, бурый медведь. Из амфибий и рептилий отмечены травяная и остромордая лягушки, обыкновенная гадюка.
Зооформация водных и околоводных местообитаний представлена 25 видами птиц, в том числе среди которых большая выпь, красноголовый нырок, хохлатая чернеть, чёрный коршун, серый журавль. В 1990-е годы отмечалось гнездование фифи, а в начале 2000-х — ястребиной славки, занесенных в Красную книгу Московской области. В разных типах биотопов доминируют разные виды, в частности на зарастающих торфяных карьерах — камышевка-барсучок. Млекопитающие представлены шестью видами, в числе которых обыкновенный бобр, американская норка, речная выдра. Из амфибий и рептилий отмечены прудовая и озерная лягушки, живородящая ящерица, прыткая ящерица, обыкновенный уж и обыкновенная гадюка.
В торфяных карьерах отмечены карась и ротан, в песчаном карьере — ротан, плотва, верховка и окунь. По реке Парсенке в период весеннего паводка на реке Дубне в торфяные карьеры на нерест заходит щука.
На пролёте здесь встречаются различные виды речных и нырковых уток, которые в небольшом количестве останавливаются на открытых торфяных карьерах.

## Объекты особой охраны заказника
Охраняемые экосистемы: смешанные елово-широколиственные леса с участием липы и клёна; хвойно-мелколиственные леса с лещиной и подростом дуба; старовозрастные кислично-папоротниковые и чернично-сфагново-зеленомошные еловые леса; серо- и черноольховые заболоченные леса; высокоствольные сфагновые сосняки; низинные и переходные болота со сплавинами, восстанавливающиеся на месте торфяных карьеров 1927—1943 годов выработки; прибрежно-водная растительность обводненных карьеров.
Места произрастания и обитания охраняемых в Московской области, а также иных редких и уязвимых видов живых организмов, зафиксированных на территории заказника и перечисленных ниже.
Охраняемые в Московской области, а также иные редкие и уязвимые виды растений:
- виды, занесенные в Красную книгу Российской Федерации, — пальчатокоренник балтийский, или длиннолистный;
- виды, занесенные в Красную книгу Московской области, — пальчатокоренник пятнистый, морошка, дудник болотный, осока заливная, фиалка топяная;
- редкие и уязвимые виды, не включенные в Красную книгу Московской области, но нуждающиеся на территории области в постоянном контроле и наблюдении, — волчеягодник обыкновенный, любка двулистная, пальчатокоренники Фукса и мясо-красный, дремлик широколистный, колокольчики олений и широколистный, купальница европейская, ландыш майский, лютик длиннолистный, синюха голубая, ива лапландская.

Охраняемые в Московской области, а также иные редкие и уязвимые вилы лишайников (виды, занесенные в Красную книгу Московской области): уснея оголяющаяся (рыжеющая).
Охраняемые в Московской области, а также иные редкие и уязвимые виды животных:
- виды, занесенные в Красную книгу Московской области, — обыкновенный осоед, чёрный коршун, серый журавль, длиннохвостая неясыть, обыкновенная гадюка, обыкновенный уж, прыткая ящерица, бурый медведь, речная выдра, обыкновенная рысь;
- редкие и уязвимые виды, не включенные Красную книгу Московской области, но нуждающиеся на территории области в постоянном контроле и наблюдении — большая выпь, красноголовый нырок, хохлатая чернеть, тетерев, глухарь, рябчик, воробьиный сычик, мохноногий сыч, белоспинный дятел, деряба, хохлатая синица, обыкновенный дубонос.